# Te joci cu mine
Te joci cu mine este album de debut solo al cântăreței Andreea Bălan, lansat în vara anului 2004. Albumul a fost unul preponderent dance, asemănător celor lansate cu formația Andrè. Piesele de pe album au fost compuse de Marius Moga și Săndel Bălan.
Vânzările albumului au atins cifra de 30.000 de exemplare.
De pe album a fost promovată o singură piesă, „Te joci cu mine”, care a ajuns pe locul 79 în Romanian Top 100. Aceasta a fost cea mai joasă poziție ocupată de un single al artistei până ce „O străină” a atins doar locul 93 în 2005.

## Lista pieselor
1. „Te joci cu mine” (video edit)
2. „De la primul sărut”
3. „Numai tu”
4. „Înapoi te vreau”
5. „Te joci cu mine” (var. radio)
6. „Prima iubire” (remix)1
7. „O noapte și o zi” (remix)1
8. „Outro”

1 Piese înregistrate în perioada Andrè, incluse pe albume ale formației. Varianta inclusă pe album reprezintă reînregistrări ale pieselor, fără vocea Andreei Antonescu.

## Piese promovate
| Piesa             | Clasamentul      | Poziția maximă |
| ----------------- | ---------------- | -------------- |
| „Te joci cu mine” | Romanian Top 100 | 79             |